# August Beste
August Friedrich Christian Philipp Beste (* 13. April 1868 in Osterwald; † 15. Dezember 1963 in Göttingen) war ein deutscher Jurist und Politiker.

## Leben
Beste wurde in Osterwald (Provinz Hannover) als Sohn des Rentmeisters August Beste und seiner Frau Amalie, geborene Haase geboren. Er besuchte das Johanneum in Lüneburg, wo er 1889 das Abitur ablegte, und studierte anschließend Rechtswissenschaften in Heidelberg und an der Eberhard Karls Universität Tübingen. 1890 wurde er dort Mitglied des Corps Suevia. 1892 bestand er das Referendarexamen, 1898 das Gerichtsassessorexamen. Seit 1903 war er Amtsrichter und seit 1911 Amtsgerichtsrat in Arolsen. Am 23. Oktober 1903 heiratete er in Bremerhaven Olga Hanna Maria Rusche. 1933 wurde er pensioniert.
Von 1914 bis 1918 nahm Beste als Hauptmann der Reserve des 2. Hannoverschen Feldartillerie-Regiments Nr. 26 sowie Batterie- und Abteilungsführer bei verschiedenen Regimentern an der Westfront am Ersten Weltkrieg teil.

## Politik
Von 1910 bis 1919 gehörte Beste dem Landtag der Fürstentümer Waldeck und Pyrmont an und war von 1914 bis 1919 dessen Präsident. Er wurde im Wahlbezir Kreis der Twiste gewählt.